# Hauptstraße C23
Die Hauptstraße C23 im Osten Namibias zweigt östlich von Windhuk von der Nationalstraße B6 ab und führt in südöstlicher Richtung als asphaltierte Straße nach Dordabis. Anschließend verläuft sie als nicht asphaltierte Straße bis zur Hauptstraße C25 westlich von Leonardville.

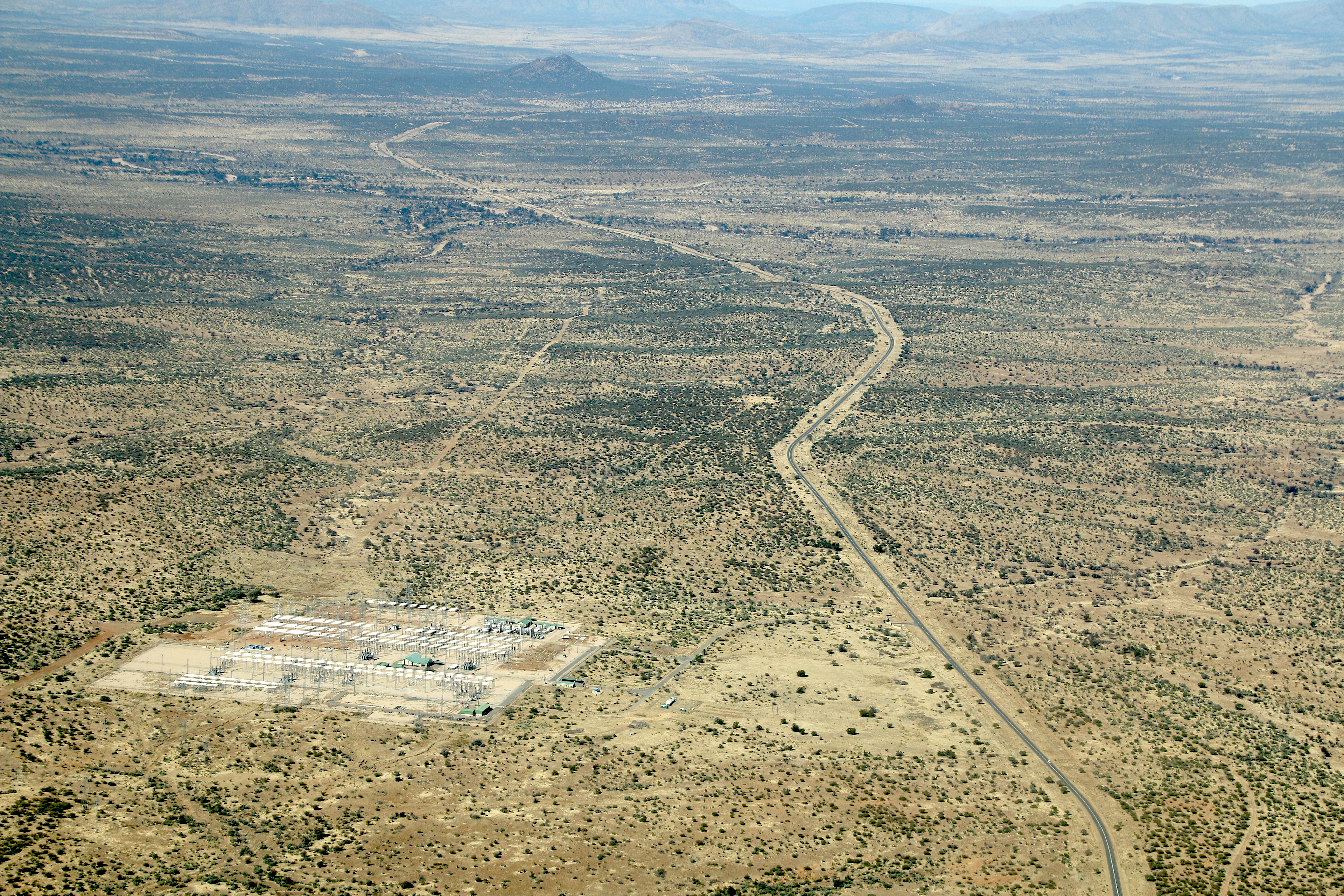
Nördliches Ende der C23